# Горгиладзе, Карло Дмитриевич
Карло Дмитриевич Горгиладзе (1917 год, село Шрома, Озургетский уезд, Кутаисская губерния, Российская империя — неизвестно, село Шрома, Махарадзевский район, Грузинская ССР) — бригадир колхоза имени Орджоникидзе Шромского сельсовета Махарадзевского района, Грузинская ССР. Герой Социалистического Труда (1948).

## Биография
Родился в 1917 году в крестьянской семье в селе Шрома Озургетского уезда (сегодня — Озургетский муниципалитет). В 1941 году вступил в колхоз имени Орджоникидзе Махарадзевского района с усадьбой в селе Шрома. В послевоенное время возглавлял чаеводческую бригаду № 7 в этом же колхозе.
В 1947 году бригада под его руководством собрала в среднем с каждого гектара по 7347 килограмм сортового зелёного чайного листа на участке площадью 13 гектаров. Указом Президиума Верховного Совета СССР от 21 февраля 1948 года удостоен звания Героя Социалистического Труда за «получение в 1947 году высокого урожая чайного листа и табака» с вручением ордена Ленина и золотой медали «Серп и Молот» (№ 838).
Этим же указом званием Героя Социалистического Труда были награждены председатель колхоза имени Орджоникидзе Михаил Филиппович Орагвелидзе, бригадир 
Соломон Теймуразович Карчава и звеньевая его бригады Елена Соломоновна Хеладзе.
За выдающиеся трудовые достижения по итогам 1949 и 1950 годов был награждён двумя Орденами Ленина.
Проживал в родном селе Шрома Махарадзевского района. Дата его смерти не установлена.
Награды
- Герой Социалистического Труда
- Орден Ленина — трижды (1949; 29.08.1949; 23.07.1951)
- Медаль «За оборону Кавказа» (01.05.1944)